# Archimyrmex
Archimyrmex – wymarły rodzaj  mrówek. Skamieniałości znane są z eocenu Niemiec, Stanów Zjednoczonych i Argentyny.

## Gatunki
Rodzaj obejmuje cztery gatunki:
- Archimyrmex rostratus (Cockerell, 1923)
- Archimyrmex piatnitzkyi
- Archimyrmex smekali
- Archimyrmex wedmannae